# علي السحيمات
علي السحيمات (مواليد مدينة الكرك في عام 1936) سياسي أردني ومهندس ووزير سابق شغل منصب أمين عمّان في الفترة (1989-1991) ومنصب نائب رئيس الوزراء ووزير النقل (1991-1993) وكان عضوًا في مجلس الأعيان السادس والعشرين.
شهد الأردن حدثا كبيرا عندما تولى منصب أمين عمان وهذا الحدث أثر على تركيبة المدينة حينها بشكل مفاجئ وكبير، حيث داهمت حرب الخليج الأولى المنطقة العام 1991، وأدت إلى عودة العاملين الأردنيين من الكويت وبعض دول الخليج، ما شكل ضغطاً كبيراً على البنية التحتية لأمانة عمان رافقها توسع في البناء، إذ سكن زهاء 127,434 منهم في عمان، ما اضطر السحيمات، إلى إلغاء الخطة التنموية الشاملة المفترض العمل بها حينها، والتعامل مع الضغوطات المستجدة عبر توفير الخدمات والتوسع في البنية التحتية.

## التعليم
- بكالوريوس في الهندسة المدنية من الجامعة الأميركية في بيروت سنة 1960.[2]
- دبلوم إنشاء وصيانة طرق 1963.

## المناصب
- 1960-1964 مهندس بوزارة الاشغال[2]
- 1964-1969 مدير مشاريع وانشاء طرق بالسعودية
- 1969-1971 مسؤول عن تخطيط الطرق والمطارات في المجلس القومي للتخطيط
- 1971-1973 وكيل وزارة النقل
- 1973-1976 أعمال خاصة
- 1976-1979 وزير النقل
- 1979-1980 وزير دولة لشؤون رئاسة الوزراء ووزير النقل
- 1980 وزير دولة لشؤون رئاسة الوزراء ووزيرا النقل
- 1980-1984 وزير الدولة لشؤون رئاسة الوزراء ووزيرا للنقل
- أمين عمان الكبرى 1989-1991.
- 1991 نائب لرئيس الوزراء ووزيرا النقل والاتصالات
- 1991-1993 نائب رئيس الوزراء ووزير النقل